# Disocactus kimnachii
Disocactus kimnachii ist eine Pflanzenart aus der Gattung Disocactus in der Familie der Kakteengewächse (Cactaceae). Das Artepitheton ehrt den US-amerikanischen Botaniker Myron William Kimnach.

## Beschreibung
Disocactus kimnachii wächst zunächst aufrecht, später ausgespreizt und schließlich hängend. Die Triebe verzweigen von der Basis her. Sie sind basal drehrund, darüber zunächst konkav dreikantig, schließlich flach und grün mit vorstehender Mittelrippe bis zu 60 Zentimeter lang und 2 bis 4 Zentimeter breit. Die Ränder sind gezähnt. Die 1 bis 4 Dornen sind 1 bis 4 Millimeter lang.
Die Blüten entstehen in der oberen Hälfte der Triebe. Sie sind trichterig und weit öffnend, deutlich rosarot und werden bis zu 16 Zentimeter lang. Sie haben eine 9 bis 10 Zentimeter lange Röhre. Die kreiselförmigen, teils kugeligen rötlich bis bernsteinfarbenen Früchte werden 2 bis 3 Zentimeter lang.

## Verbreitung und Systematik
Disocactus kimnachii ist in Costa Rica in der Provinz San José verbreitet.
Die Erstbeschreibung erfolgte 1987 durch Gordon Douglas Rowley.
Als Synonym wurde folgende Art beschrieben: Nopalxochia horichii Kimnach (1984).
Wegen Disocactus horichii Kimnach brauchte es für Nopalxochia horichii beim Transfer zu Disocactus einen neuen Namen. Gemäß Bauer könnte es sich bei diesem Taxon um eine Hybride zwischen Epiphyllum crenatum var. kimnachii und einer Art von Disocactus UG Ackermannia handeln.

## Nachweise